# Rafael Armengol
Rafael Armengol és un pintor valencià. Nasqué a Benimodo l'any 1940. Va estudiar a l'Escola de Belles Arts de València. Viu i treballa a Benimodo.

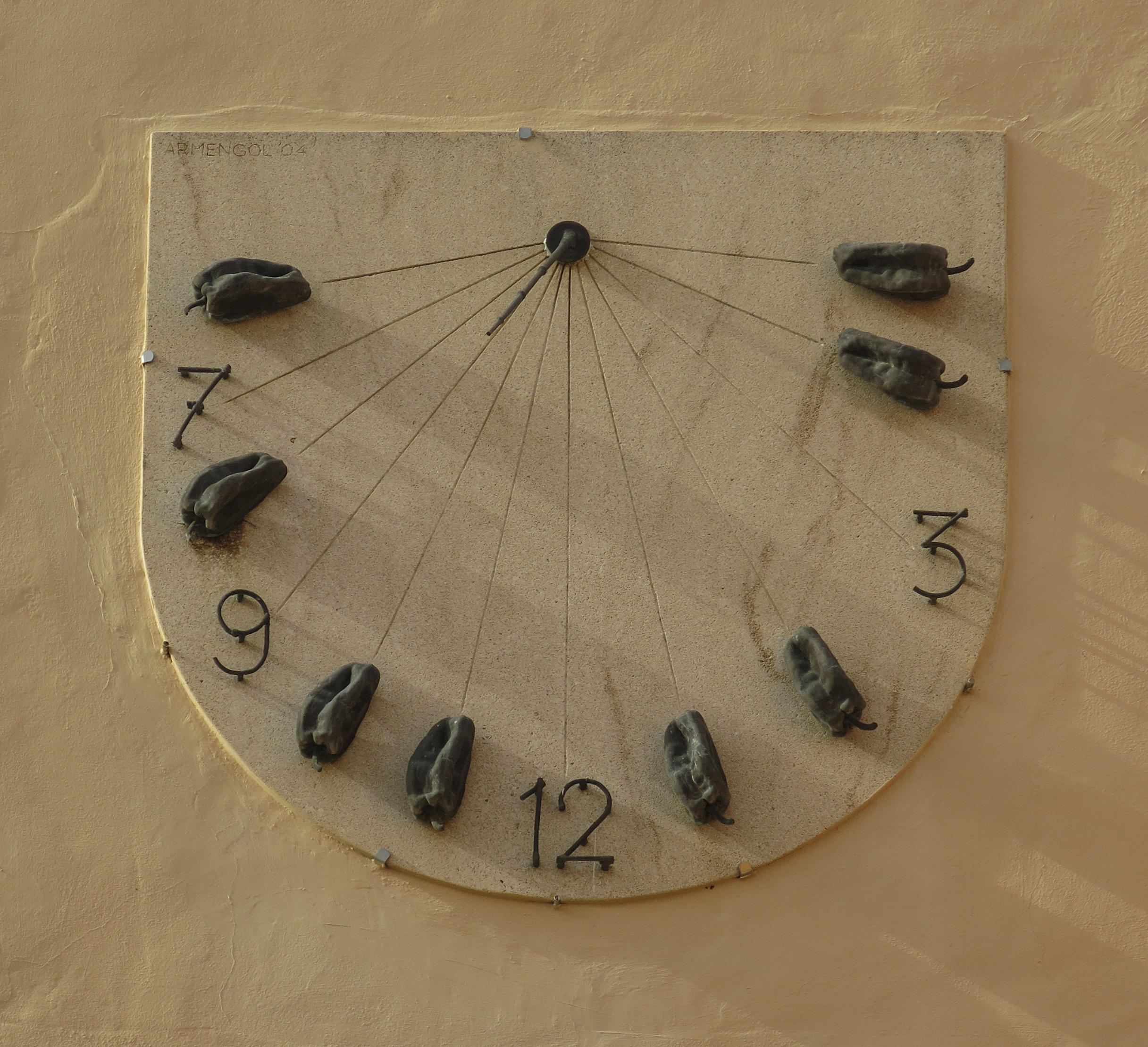
Rellotge dels pimentons a Otos, 2004

El 1962 exposa a la Sala Mateu de València juntament amb Manolo Boix i Artur Heras per quarta vegada. L'any 1963 va exposar els seus dibuixos al club universitario de València. L'any 1966 va exposar Cant èpic a la Sala Mateu de València.
L'abril de 1981 va exposar a la Galeria Lucas, de València. L'any 1994 va exposar a Alzira amb l'exposició de sèries "com del cel a la terra" i "V.M.V.". Va ser Premi Alfons Roig d'Art Contemporani l'any 2004. De novembre de 2004 a febrer de 2005 se celebra una exposició sobre la seva obra al Centre cultural Bancaixa de València amb el títol Rafael Armengol: Pintures 1960-2000 L'any 2011 va ser nomenat nou acadèmic de la Reial Acadèmia de Belles Arts de Sant Carles de València per la seva consolidada trajectòria artística, per les seves destacades investigacions i experiències en l'àrea dels llenguatges pictòrics.